# K2-72
K2-72，即2MASS J22182923-0936444，是一顆位於寶瓶座的紅矮星，距離地球約227光年（70秒差距）。該恆星旁已發現四顆體積較地球小的太陽系外行星，並且其中兩顆位於適居帶內。

## 命名與觀測史
K2-72的行星是由美国国家航空航天局的克卜勒太空望遠鏡以觀測行星通過母恆星盤面與地球之間，使母恆星亮度降低的凌日法發現。恆星亮度下降的狀況可以讓天文學家判斷系外型星的軌道。K2-72這一名稱則是它是克卜勒太空望遠鏡觀測目標中確認行星存在的K2目錄第72顆恆星。
母恆星所屬行星的名稱後綴 b、c、d、e 則是代表行星發現的順序。b 代表K2-72系統第一顆發現的行星，而 e 則是第4顆。而K2-72 系統目前有4顆行星。

## 恆星狀態
K2-72是M型恆星，質量約太陽的21%，半徑則是23%。它的表面溫度3497 K，年齡目前不明。相較之下，太陽年齡46億年，表面溫度5778 K。
K2-72的視星等目前不明。

## 行星系統
K2-72目前已知擁有4顆行星，其中兩顆位於適居帶內。並且所有行星體積與質量均小於地球。
| 成員 (依恆星距離) | 质量 | 半長軸 (AU) | 轨道周期 (天) | 離心率 | 傾角 | 半径         |
| ----------------- | ---- | ----------- | ------------- | ------ | ---- | ------------ |
| b                 | —    | 0.037       | 5.5774        | —      | —    | 0.75±0.20 R⊕ |
| d                 | —    | 0.046       | 7.76          | —      | —    | 0.76±0.20 R⊕ |
| c                 | —    | 0.0722      | 15.1871       | —      | —    | 0.86±0.22 R⊕ |
| e                 | —    | 0.098       | 24.1669       | —      | —    | 0.82±0.22 R⊕ |